# Trysome Eatone
Trysome Eatone är rockgruppen Love Spit Loves andra och sista studioalbum. Det släpptes den 26 augusti år 1997 av Maverick Records. 
Låtarna "Long Long Time" och "Fall on Tears" släpptes som singlar.

## Låtlista
1. Long Long Time
2. Believe
3. Well Well Well
4. Friends
5. Fall on Tears
6. Little Fist
7. It Hurts When I Laugh
8. 7 Years
9. Sweet Thing
10. All God's Children
11. More Than Money
12. November 5

## Medverkande
- Richard Butler - Sång
- Richard Fortus - Gitarr
- Frank Ferrer - Trummor
- Chris Wilson - Bas